# Le Cailar
Le Cailar – miejscowość i gmina we Francji, w regionie Oksytania, w departamencie Gard.
Według danych na rok 1990 gminę zamieszkiwało 1929 osób, a gęstość zaludnienia wynosiła 64 osoby/km² (wśród 1545 gmin Langwedocji-Roussillon Le Cailar plasuje się na 202. miejscu pod względem liczby ludności, natomiast pod względem powierzchni na miejscu 186.).